# Programa nuclear da Arábia Saudita
A Arábia Saudita não é conhecida por ter um programa de armas nucleares. Do ponto de vista oficial e público, a Arábia Saudita tem sido um oponente de armas nucleares no Oriente Médio, tendo assinado o Tratado de Não Proliferação Nuclear, e é um membro da coalizão de países exigindo uma Zona Livre de Armas Nucleares no Oriente Médio. Estudos de proliferação nuclear não identificaram a Arábia Saudita como um país de preocupação.
No entanto, ao longo dos anos tem havido relatos da mídia e de intenções da Arábia Saudita para comprar uma arma nuclear a partir de uma fonte externa. Em 2003, um documento estratégico que vazou definiu três opções possíveis para o governo Saudita: para adquirir um elemento de dissuasão nuclear, para aliar-se com e tornar-se protegido por uma nação nuclear existente, ou para tentar chegar a um acordo em ter uma zona livre de armas nucleares no Oriente Médio. Autoridades da ONU e especialistas em armas sugeriram este comentário foi motivado por um distanciamento das relações com os Estados Unidos, as preocupações com o programa nuclear do Irã, e a falta de pressão internacional sobre Israel a desistir de suas armas nucleares.

## Programa nuclear
A Arábia Saudita negou a fabricação de armas nucleares sob seu programa nuclear civil pacífico, o país teria destinado recursos financeiros para o seu programa nuclear, e assistência científica, bem recebido de vários países, incluindo Estados Unidos e Paquistão, as duas tríades nucleares. De acordo com relatos da mídia ocidental, a Arábia Saudita também facilitou fundos para programas nucleares no mundo árabe e também foi atrás de apoio financeiro para aumentar os experimentos de física necessários para o desenvolvimento de armas nucleares.

### Acordo nuclear com os Estados Unidos
Em maio de 2008, os Estados Unidos e a Arábia Saudita assinaram um Memorando de Entendimento (MoU), como parte do vintage Átomos para a Paz dos Estados Unidos, para impulsionar os esforços sauditas para um programa nuclear civil.

### Envolvimento do Paquistão
Historicamente, Paquistão e a Arábia Saudita têm relações muito cordiais que às vezes atribuídas a relação especial. Muitos políticos, cientistas e historiadores do Paquistão têm resumido que os interesses Sauditas na tecnologia nuclear começaram na década de 70, após o primeiro-ministro Zulfikar Ali Bhutto introduziu importantes físicos teóricos do Paquistão (que passou a se juntar ao King Fahd University of Petroleum and Minerals), e levou a discussão onde o primeiro-ministro Zulfikar Ali Bhutto destacou os avanços feitos no programa nuclear Indiano e Israelense e para intimidar o mundo muçulmano, com o governo Real Saudita, em 1974, depois que a família real fez uma visita ao Paquistão em 1974, como parte da 2° conferência da Organização da Conferência Islâmica em Lahore no Paquistão.
Acredita-se que a Arábia Saudita tem sido um único financiador do Paquistão no próprio projeto da bomba atômica integrada desde 1974, um programa fundado pelo ex-primeiro-ministro Zulfi Bhutto. Nos anos 80, o Chefe do Administrador da Lei Marcial e Presidente General Zia-ul-Haq fez uma visita oficial à Arábia Saudita, onde oficialmente disse ao rei que: "Nossas conquistas são suas". Essa cooperação teria sido reforçada pelo primeiro-ministro socialista Benazir Bhutto, em 1995 e em 1998, o conservador primeiro-ministro Nawaz Sharif assumiu a Arábia Saudita em confiança antes de ordenar os testes nucleares (veja os codinomes Chagai-I e Chagai-II) em Weapon-testing labs-III (WTL) em um local remoto de Chagai na província de Baluchistão, no Paquistão. Em junho de 1998, o primeiro-ministro fez uma visita de despedida ao Rei Fahd e agradeceu publicamente o governo Saudita por apoiar o país após a realização dos testes. Logo, o Ministro da Defesa Saudita, Príncipe Sultão viajou com o primeiro-ministro Sharif onde visitou um instituto classificado, Laboratórios de Pesquisa Khan (KRL), onde o principal cientista Abdul Qadir Khan informou ao Príncipe e o Primeiro-Ministro Sharif também, sobre a física nuclear e as questões delicadas que envolvem uma explosão de grande magnitude.
Desde 1998, os diplomatas ocidentais e agências de inteligência têm espalhado muitos boatos para ter um acordo pelo qual o Paquistão (gostaria) de vender a Arábia Saudita ogivas e sua tecnologia nuclear desenvolvida localmente se a segurança no Golfo deteriorar-se, embora ambos os países negaram fortemente a existência de tal acordo entre eles. Em 2003, foi relatado que o Paquistão e a Arábia Saudita havia entrado em um acordo secreto em "cooperação nuclear", fornecendo a Arábia Saudita tecnologia de armas nucleares em troca do acesso ao petróleo mais barato para o Paquistão.
Em março de 2006, a revista alemã Cicero informou que a Arábia Saudita tinha desde 2003 recebido ajuda do Paquistão para adquirir mísseis e ogivas nucleares. Fotos de satélite supostamente revelam uma cidade subterrânea e silos nucleares com foguetes Ghauri em Al-Sulaiyil, ao sul da capital Riade. O Paquistão negou ajudar a Arábia Saudita na ambição nuclear.

### Colaboração atômica Chinesa-Saudita
Em janeiro de 2012, o Premiê chinês Wen Jiabao assinou um contrato de cooperação mútua em matéria de energia nuclear com o Rei Abdullah, enquanto a visita do premiê Jaobao para o Oriente Médio. Os detalhes dessa cooperação não foram totalmente fornecidos pelo controle do governo Saudi Press Agency, mas de acordo com Hashim Yamani, presidente da King Abdullah City for Atomic and Renewable Energy, o reino tem planejado 16 reatores nucleares comerciais até 2030. De acordo com o especialista Iraniano Afshin Molavi da New America Foundation, a relação Arábia Saudita-China é uma relação estratégica, como comparar as relações entre China-Irã, em que as relações [da China e do Irã] são uma transacional, comentou Molavi.

### Financiamento Saudita do programa nuclear Iraquiano
Em 1994, Muhammad Khilewi, o segundo-em-comando da missão Saudita para as Nações Unidas, pediu asilo nos Estados Unidos. Ele forneceu um pacote de 10.000 documentos que alegou em um longo tempo de suporte da Arábia Saudita do programa de armas nucleares do Iraque. De acordo com estes documentos, durante o regime de Saddam Hussein no Iraque, os Sauditas apoiaram o programa nuclear Iraquiano com US$ 5 bilhões com a condição de que a tecnologia nuclear bem sucedida e possivelmente até mesmo armas nucleares seriam transferidas para a Arábia Saudita. Khilewi obteve asilo nos Estados Unidos, com o consentimento da Arábia Saudita. As alegações não foram confirmadas por qualquer outra fonte, e as autoridades Americanas afirmaram que eles não têm nenhuma evidência de apoio Saudita para desenvolvimento nuclear Iraquiano. As autoridades Sauditas negaram as acusações.
Além disso, altos oficiais do governo de Bill Clinton que foram responsáveis pelos assuntos do Oriente Médio no momento em que Khilewi pediu asilo, incluindo Robert Pelletreau do Departamento de Estado e Bruce Riedel do Conselho de Segurança Nacional, disse que não encontrou nada nos interrogatórios de Khilewi para fazer backup dos relatos para a mídia sobre a programa nuclear Saudita. "Não havia nada lá", disse Pelletreau.

## Partilha nuclear com os Estados Árabes dos programas nucleares do Golfo Pérsico
Além disso, os Estados Árabes do Golfo Pérsico planejaram iniciar seu próprio programa nuclear civil em conjunto, o que despertou temores de proliferação. Em março de 2007, seis Ministros de Relações Exteriores do Conselho de Cooperação do Golfo se encontraram na Arábia Saudita para discutir o progresso dos planos aprovados em dezembro de 2006, para um programa nuclear civil conjunto.

## Desenvolvimentos recentes
Em 2011, o Príncipe Turki al-Faisal, que serviu como Chefe da Inteligência Saudita e como embaixador para os Estados Unidos sugeriu que o reino pode considerar a produção de armas nucleares se encontrasse arsenais atômicos no Irã e Israel. Em 2012, foi confirmado que a Arábia Saudita vai lançar o seu próprio programa de armas nucleares imediatamente se o Irã desenvolver com sucesso armas nucleares. Em tal eventualidade, a Arábia Saudita teria que começar a trabalhar em uma nova plataforma de mísseis balísticos, adquirir ogivas nucleares de outros países e procurar fonte de urânio para desenvolver o material para as armas.
Oficiais do Ocidente acreditam que a Arábia Saudita e o Paquistão têm um entendimento em que Islamabad iria fornecer ao reino ogivas se a segurança no Golfo estaria ameaçada. Uma autoridade ocidental disse ao The Times que Riade poderia ter as ogivas nucleares em uma questão de dias se Islamabad for a fornecedora. O embaixador do Paquistão para a Arábia Saudita, Mohammed Naeem Khan foi citado dizendo que "o Paquistão considera a segurança da Arábia Saudita, não apenas como uma diplomática ou uma questão interna, mas como uma questão pessoal." Naeem disse também que a dirigentes Sauditas consideraram o Paquistão e a Arábia Saudita a ser um país. Quaisquer ameaças para a Arábia Saudita também é uma ameaça para o Paquistão. Outros fornecedores também estavam propensos a entrar em uma guerra de lances se Riade indicar que estava à procura de ogivas nucleares. Tanto a Arábia Saudita e o Paquistão negaram a existência de tal acordo. Fontes de inteligência ocidentais disseram ao The Guardian que a monarquia Saudita pagou por até 60% dos projetos da bomba atômica do Paquistão e em troca tem a opção de comprar 5-6 ogivas nucleares fora da prateleira.

### Revelações de 2013
Em novembro de 2013, uma variedade de fontes disseram à BBC Newsnight que a Arábia Saudita havia investido em projetos de armas nucleares do Paquistão e acredita que poderá obter bombas nucleares à vontade. No início do ano, um responsável pelas decisões da OTAN disse à Mark Urban, um editor diplomático e de defesa sênior, que tinha visto a inteligência relatando que as armas nucleares feitas no Paquistão em nome da Arábia Saudita estão agora no pronto para entrega. Em outubro de 2013, Amos Yadlin, ex-chefe da inteligência militar israelense, disse em uma conferência na Suécia que se o Irã tem a bomba, "os sauditas não vai esperar um mês. Eles já pagaram a bomba, eles vão para o Paquistão e trazer o que eles precisam trazer". Desde 2009, quando o Rei Abdallah da Arábia Saudita advertiu  em enviar um enviado especial dos Estados Unidos para o Oriente Médio Dennis Ross que se o Irã cruzar o limiar, "vamos obter armas nucleares", o reino enviou os americanos e numerosos sinais de suas intenções. Gary Samore, que até março de 2013 foi assessor de contra-proliferação do presidente Barack Obama, disse à BBC Newsnight: "Eu acho que os sauditas acreditam que eles têm algum entendimento com o Paquistão que, em caso extremo, eles têm o direito de adquirir armas nucleares do Paquistão".

## Capacidade de mísseis
Em 1987, foi relatado que a Arábia Saudita adquiriu entre 50 e 60 CSS-2 mísseis balísticos de médio alcance de fabricação chinesa, equipados com uma ogiva de alto poder explosivo, que têm uma alcance de 2.800 km com uma carga de tanto 2.150 ou 2.500 kg juntamente com entre 10 a 15 sistemas de veículos de transporte. Os mísseis balísticos são as principais armas da Força Real Saudita de Mísseis Estratégicos, que é um ramo separado das forças armadas da Arábia Saudita. Em 2013, a existência da Força Real Saudita de Mísseis Estratégicos é uma informação oficial publicada nos meios de comunicação social.